# Robert Seethaler
Robert Seethaler (7 de agosto de 1966, Viena) es un escritor, guionista y actor austriaco.

## Biografía y carrera
Seethaler creció en su Viena natal, donde acudió a una escuela para personas con dificultades visuales debido a su alto número de dioptrías de nacimiento. Más adelante, asistió a clases de interpretación en el Volkstheater vienés, a raíz de lo cual participó en numerosas producciones para cine y televisión, así como en teatros de Stuttgart, Viena, Berlín y Hamburgo. Para la audiencia televisiva, era conocido como el "Dr. Kneissler" de la serie Ein starkes Team. En 2015, Robert Seethaler apareció junto a Rachel Weisz en el papel de Luca Moroder en la película de Paolo Sorrentino La juventud.
La editorial Kein & Aber  de Zúrich ha publicado novelas de Seethaler: Die Biene und der Kurt, Die weiteren Aussichten, Jetzt wird's ernst, así como Der Trafikant (2012), traducida al castellano como El vendedor de tabaco. En 2014 la editorial Carl Hanser publicó la novela Toda una vida (Ein ganzes Leben), con Andreas Egger como protagonista, y que vendió más de un millón de ejemplares en Alemania. Fue publicada en español por Ediciones Salamandra.
Seethaler ha recibido a lo largo de su carrera diversos premios. Asimismo, la película La segunda mujer (Die zweite Frau), dirigida por Hans Steinbichler en la que trabajó como guionista, se estrenó en el Festival de cine de Múnich y recibió en 2009 tres  premios Grimme.
Robert Seethaler vive en Kreuzberg (Berlín) y Viena.

## Obras

### Novelas
- Die Biene und der Kurt. (2006). Kein & Aber, Zürich 2006, ISBN 3-0369-5155-5; Taschenbuchausgabe ebd. 2014, ISBN 978-3-0369-5915-3.
- Die weiteren Aussichten. (2008). Kein & Aber, Zürich 2008, ISBN 978-3-0369-5525-4; Goldmann, Múnich 2010, ISBN 978-3-442-47172-0.
- Jetzt wird’s ernst. (2010). Kein & Aber, Zürich 2010, ISBN 978-3-0369-5574-2; Goldmann, Múnich 2012, ISBN 978-3-442-47672-5.
- El vendedor de tabaco (Der Trafikant, 2012). Kein & Aber, Zúrich 2012, ISBN 978-3-0369-5645-9; ebd. 2013, ISBN 978-3-0369-5909-2.
  - Robert Seethaler liest Der Trafikant. Ungekürzte Autorenlesung. 5 CD. Roof Music, Bochum 2015, ISBN 978-3-86484-115-6.
- Toda una vida (Ein ganzes Leben, 2014). Hanser, Múnich 2014, ISBN 978-3-446-24645-4.
- Das Feld (2018). Hanser Berlín, Múnich 2018, ISBN 978-3-446-26038-2.
- Der letzte Satz. Hanser, Berlín 2020, ISBN 978-3-446-26788-6.
- Das Café ohne Namen. Claassen, Berlín 2023, ISBN 978-3-546-10032-8

### Guiones
- Die zweite Frau, Sperl & Schott Film, 2008
- Heartbreakin’
- Harry Stein

### Filmografía
- 1997: Die Knickerbocker-Bande (TV-Serie)
- 1999: Helden in Tirol (dirigida por Niki List)
- 2000: Zehn wahnsinnige Tage (dirigida por Christian Wagner)
- 2000: Für alle Fälle Stefanie (TV-Serie)
- 2002: Victor – Der Schutzengel (TV-Serie)
- 2002: Küstenwache (TV-Serie)
- 2002: Die Cleveren (TV-Serie)
- 2002: Liebe darf alles (TV-Mini-Serie)
- 2002: Die Dickköpfe (dirigida por Walter Bannert)
- 2002: Juls Freundin (dirigida por Kai Wessel)
- 2001–2003: Im Namen des Gesetzes (TV-Serie)
- 2003: Komm, wir träumen! (dirigida por Leo Hiemer)
- 2004: Mit Herz und Handschellen (TV-Serie)
- 2005: Die Spur im Schnee (dirigida por Robert Narholz)
- 2005: Ein kalter Sommer (dirigida por Hartmut Schoen)
- 2006-2007: Schloss Einstein (TV-Serie)
- 2007: SOKO Leipzi (TV-Serie)
- 2010: Der Winzerkönigv (TV-Serie)
- 2015: La juventud (dirigida por Paolo Sorrentino)
- 2002–16: Ein starkes Team (TV-Serie)
- 2016: SOKO Donau (TV-Serie)
- 2016: Tatort: Schock
- 2018: Der Trafikant
- 2019: Wie ich lernte, bei mir selbst Kind zu sein

## Distinciones
- 2005: Premio Tankred Dorst de Drehbuchwerkstatt München por Heartbreakin’
- 2007: Premio debut de Buddenbrookhaus por Die Biene und der Kurt
- 2008: Beca Alfred Döblin/Academia de las Artes de Berlín
- 2008: Premio de Cultura del Estado de Baja Austria
- 2009: Beca literaria Spreewald
- 2009: Premio Grimme a mejor película por Die zweite Frau
- 2009: Nominación a los Premios Europeos de los Medios para la Integración
- 2011: Beca estatal del gobierno austriaco
- 2011: Beca de la Casa Heinrich Heine de la ciudad de Luneburgo
- 2015: Premio de Grimmelshausen por Toda una vida[7]
- 2016: Nominación al Premio International Booker
- 2016: Premio literario de la Cámara Federal de Economía de Austria
- 2017: Premio Anton Wildgans[8]
- 2017: Finalista del Premio Literario Internacional IMPAC de Dublín por Toda una vida
- 2018: Premio literario Rheingau por Das Feld